# Riktiga karlar käkar inte paté
Riktiga karlar käkar inte paté (originaltitel Real Men Don't Eat Quiche) av Bruce Feirstein är en komisk halvseriös bok som tar upp ämnet maskulinitet. Termen patéätare förekommer ofta och syftar till en man, som enligt författaren saknar maskulinitet på ett eller annat sätt. Boken utgavs 1982 i USA.
Den svenska översättningen gjordes av Bengt Sahlberg, utkom 1982 på Timo förlag, som pocket 1987 på Bokförlaget Fabel och sedan på Norstedts förlag 1999-04-08, ISBN 978-91-7842-079-7.